# El Mango, Motozintla
El Mango är en ort i Mexiko.   Den ligger i kommunen Motozintla och delstaten Chiapas, i den sydöstra delen av landet, 900 km sydost om huvudstaden Mexico City. El Mango ligger 1 138 meter över havet och antalet invånare är 118.
Terrängen runt El Mango är bergig västerut, men österut är den kuperad. El Mango ligger nere i en dal. Runt El Mango är det ganska tätbefolkat, med 134 invånare per kvadratkilometer. Närmaste större samhälle är Motozintla de Mendoza, 9,5 km nordost om El Mango. I omgivningarna runt El Mango växer i huvudsak städsegrön lövskog.